# 53
| 53                 |
| ------------------ |
| Dødsfald - Fødsler |
|                    |

| Gregoriansk kalender | 53 LIII                 |
| Ab urbe condita      | 806                     |
| Armensk kalender     | I/T                     |
| Kinesiske kalender   | 2749 – 2750 壬子 – 癸丑 |
| Etiopisk kalender    | 45 – 46                 |
| Jødisk kalender      | 3813 – 3814             |
| Hindukalendere       |                         |
| - Vikram Samvat      | 108 – 109               |
| - Shaka Samvat       | N/A                     |
| - Kali Yuga          | 3154 – 3155             |
| Iransk kalender      | 569 BP – 568 BP         |
| Islamisk kalender    | 587 BH – 586 BH         |

Se også 53 (tal)

## Født
- 18. september – Trajan, romersk kejser